# Ilinci
Ilinci (izvirno srbsko Илинци) je naselje v Srbiji, ki upravno spada pod Občino Šid; slednja pa je del Sremskega upravnega okraja.

## Demografija
V naselju, katerega izvirno (srbsko-cirilično) ime je Илинци, živi 689 polnoletnih prebivalcev, pri čemer je njihova povprečna starost 43,3 let (41,6 pri moških in 44,9 pri ženskah). Naselje ima 319 gospodinjstev, pri čemer je povprečno število članov na gospodinjstvo 2,59.
To naselje je, glede na rezultate popisa iz leta 2002, večinoma srbsko.
|  |

| Demografija | Demografija     | Demografija     |
| Leto        | Št. prebivalcev | Št. prebivalcev |
| ----------- | --------------- | --------------- |
|             |                 |                 |
|             |                 |                 |
|             |                 |                 |
|             |                 |                 |
| 1948        | 1335            |                 |
| 1953        | 1481            |                 |
| 1961        | 1456            |                 |
| 1971        | 1198            |                 |
| 1981        | 1011            |                 |
| 1991        | 883             | 869             |
| 2002        | 843             | 827             |
|             |                 |                 |

| Etnična sestava po popisu iz leta 2002 | Etnična sestava po popisu iz leta 2002 | Etnična sestava po popisu iz leta 2002 | Etnična sestava po popisu iz leta 2002 | Etnična sestava po popisu iz leta 2002 |
| -------------------------------------- | -------------------------------------- | -------------------------------------- | -------------------------------------- | -------------------------------------- |
| Srbi                                   | Srbi                                   |                                        | 796                                    | 96,25%                                 |
| Jugoslovani                            | Jugoslovani                            |                                        | 9                                      | 1,08%                                  |
| Hrvati                                 | Hrvati                                 |                                        | 8                                      | 0,96%                                  |
| Slovaki                                | Slovaki                                |                                        | 3                                      | 0,36%                                  |
| Madžari                                | Madžari                                |                                        | 3                                      | 0,36%                                  |
| Muslimani                              | Muslimani                              |                                        | 2                                      | 0,24%                                  |
| Makedonci                              | Makedonci                              |                                        | 2                                      | 0,24%                                  |
| Neznano                                | Neznano                                |                                        | 1                                      | 0,12%                                  |